# Étienne Maynaud Bizefranc de Lavaux
Étienne Maynaud de Bizefranc de Laveaux (o también conocido como Mayneaud, Lavaux; Digoin, Saône-et-Loire; 8 de agosto de 1751 - Cormatin, Saône-et-Loire; 12 de mayo de 1828) fue un general francés que se desempeñó en el cargo de Gobernador de Saint-Domingue desde 1793 hasta 1796 durante la Revolución Haitiana. Durante su permanencia en dicho puesto, Lavaux se aseguró de que se hiciera cumplir la ley que liberaba a los esclavos y apoyó al líder negro Toussaint Louverture, quien más tarde estableció la república independiente de Haití. Después de la Restauración borbónica fue diputado por Saona y Loira desde 1820 hasta 1823.

## Primeros años
Etienne Mayneaud Bizefranc de Laveaux nació el 8 de agosto de 1751 en Digoin, Saona y Loira, Francia. Descendía de una antigua y noble familia borgoñona. Su padre era Hugues, señor de Bizefranc, Laveaux y Pancemont (1716-1781), Síndico de las Granjas del Rey. Su madre era Marie-Jeanne de Baudoin. Fue el tercero de seis hijos nacidos entre 1749 y 1756. Como era costumbre para un hijo menor, se unió al ejército, ingresando en el 16.º de dragones a la edad de 17 años. Su carrera militar fue mundana. Parece haber vivido a menudo en Paray-le-Monial, cerca de su lugar de nacimiento. Allí se casó con Marie-Jacobie-Sophie de Guillermin, hija de un aristócrata local, en 1784.

### Carrera militar

Haití, antes Saint-Domingue. Cap-Français ahora se llama Cap-Haïtien.

La Revolución francesa comenzó en 1789. Laveaux fue ascendido a líder de escuadrón en 1790 y se convirtió en consejero general de Saona y Loira ese año. En 1791 estuvo implicado en un asunto de dinero falso, pero fue absuelto de toda sospecha y absuelto. Llegó a Saint-Domingue el 19 de septiembre de 1792 con los comisarios civiles Léger-Félicité Sonthonax y Étienne Polverel como teniente coronel al mando de un destacamento de 200 hombres del 16.º regimiento de dragones. Los comisionados descubrieron que muchos de los plantadores blancos eran hostiles al movimiento revolucionario cada vez más radical y se estaban uniendo a la oposición realista. Los comisionados anunciaron que no tenían la intención de abolir la esclavitud, sino que habían venido a garantizar que los hombres libres tuvieran los mismos derechos sin importar su color. En octubre llegaron noticias de que el rey había sido suspendido y Francia era ahora una república.
Laveaux fue puesto a cargo de la parte noroeste de la colonia, con sede en Port-de-Paix. Su comandante, el general Rochambeau, elogió su conducta al tomar el fuerte de Ouanaminthe en la frontera española en el noreste, que estaba en manos de esclavos negros en rebelión. La ciudad de Cap Français (Cap-Haïtien) en ese momento estaba en crisis. Algunas de las tropas ayudaron a los colonos blancos a restaurar el orden de los esclavos en la ciudad, mientras que otras, en particular las de Laveaux, apoyaron a los comisionados civiles y querían proteger a los mulatos, un objetivo principal de los hacendados. Laveaux fue ascendido al mando de la provincia del Norte.
En enero de 1793, Laveux dirigió una fuerza que incluía tropas libres de color contra los esclavos insurgentes en la ciudad de Milot y los obligó a regresar a las montañas. Ese mes Luis XVI fue ejecutado en París, y en febrero España y Gran Bretaña declararon la guerra a Francia. En mayo o junio de 1793, el líder rebelde negro Toussaint Louverture se puso en contacto con Laveaux y le propuso "vías de reconciliación", pero Laveaux rechazó su oferta.
François-Thomas Galbaud du Fort fue nombrado gobernador general de Saint-Domingue el 6 de febrero de 1793 en sustitución de Jean-Jacques d'Esparbes. Llegó a Cap-Français (Cap-Haïtien) el 7 de mayo de 1793. El 8 de mayo de 1793 escribió una carta a Polvérel y Sonthonax anunciando su llegada. Los comisarios llegaron a Cap-Français el 10 de junio de 1793, donde fueron recibidos por la gente de color pero recibidos con frialdad por parte de los blancos. Escucharon que Galbaud era amigo de la facción hostil a la comisión y no tenía la intención de obedecerlos. Polvérel y Sonthonax lo despidieron el 13 de junio de 1793 y le ordenaron embarcarse en el Normande y regresar a Francia. Hicieron gobernador interino a Laveaux en su lugar.
El 20 de junio de 1793, Galbaud proclamó que volvía a ocupar el cargo y pidió ayuda para expulsar a los comisionados civiles. Aterrizó a las 3:30 pm a la cabeza de 3.000 hombres, que al principio no encontraron resistencia. Siguió una lucha confusa entre los marineros y los colonos blancos en apoyo de Galbaud, y las tropas europeas, mulatos y negros insurgentes en apoyo de los comisarios. El 21 de junio de 1793 los comisionados proclamaron que serían liberados todos los negros que luchasen por ellos contra los españoles y otros enemigos. Los insurgentes negros se unieron a las fuerzas blancas y mulatas y expulsaron a los marineros de la ciudad el 22 y 23 de junio. Galbaud partió con la flota con destino a los Estados Unidos del 24 al 25 de junio. El comisario Sonthonax proclamó la libertad universal el 29 de agosto de 1793. Un mes después, las primeras tropas británicas desembarcaron en Saint-Domingue, para ser recibidas por plantadores y tropas realistas blancas.

## Gobernador de Saint-Domingue
Laveaux fue nombrado gobernador general en funciones hasta que el gobierno francés confirmó la elección de Sonthonax. Fue gobernador de Saint-Domingue durante un período crucial de su historia. El exgobernador de la Salle salió de la colonia lanzando invectivas contra los comisionados. Pensaba que la emancipación colectiva de los esclavos era mucho peor que la traición, al igual que todos los blancos y muchos de los mulatos. En octubre de 1793, Sonthonax partió de Port-de-Paix hacia Port-au-Prince, tomando todo su personal y fondos, y dejando a cargo a Laveaux.
Laveaux ahora estaba aislado con una fuerza de 1700 hombres en Port-de-Paix. La gente de la ciudad era en gran parte hostil y la gente del campo era rebelde. Las tropas negras al mando de Pierrot se mostraron muy reacias a reconocer su autoridad y las tropas blancas solicitaron ser repatriadas a Francia. El mulato Jean Villatte defendía Cap-Français y Fort-Dauphin (Fort-Liberté) contra los españoles. Sonthonax estaba teniendo grandes dificultades para mantener su autoridad en Port-Républicain, anteriormente Port-au-Prince. Rigaud defendía Jérémie y Les Cayes en el sur. Laveaux se puso en contacto con el encargado de negocios francés en Charleston, Carolina del Sur., quien suministró algo de comida y pólvora a fines de 1793. Con mucha dificultad logró que los plantadores comenzaran a pagar a los antiguos esclavos por trabajar.
En la primavera de 1794, Laveaux informó de cierto éxito militar en el noroeste de la península y de que la economía se estaba reactivando. El decreto del gobierno francés de 16 Pluviôse an II (4 de febrero de 1794) liberó a los esclavos, y la noticia de este evento histórico llegó a Saint-Domingue en mayo de 1794. El 5 de mayo de 1794, Laveaux envió una carta a Louverture pidiéndole dejar a los españoles y unirse a los republicanos franceses. Louverture aceptó en su respuesta del 18 de mayo de 1794. El 24 de mayo de 1794, Laveaux escribió a Polverel que "Toussaint Louverture, uno de los tres jefes de los realistas africanos, en coalición con el Gobierno español, ha descubierto por fin sus verdaderos intereses y los de sus hermanos; se ha dado cuenta de que los reyes nunca pueden sean los amigos de la libertad; lucha hoy por la República al frente de una fuerza armada”. Laveaux y Toussaint se conocieron por primera vez el 8 de agosto de 1794 e inmediatamente se hicieron buenos amigos. A partir de entonces, cada uno elogiaría y apoyaría al otro.
Con el cambio de lealtad de Louverture, la línea de puestos militares desde Gonaïves hasta la frontera con el Santo Domingo español quedó bajo control francés, mejorando enormemente su posición con respecto a los británicos al sur de esa línea. Laveaux pudo pasar de su posición confinada en Port-de-Paix a la capital norteña de Cap Français (Cap-Haïtien), ahora un bastión mulato bajo Jean Villatte. Las autoridades ocupacionales británicas decidieron imponer leyes importadas de las colonias antillanas británicas.en la parte de Saint Domingue bajo su control, incluidas las leyes racialmente discriminatorias, y los mestizos libres de la zona comenzaron a volverse contra ellos. Laveaux les dijo que estarían mejor bajo el gobierno republicano, y también advirtió a los mestizos libres en Saint-Marc que si no se rendían, le diría a Louverture que saqueara la ciudad, solo perdonando a los "antiguos esclavos".
Alexandre Lebas y Victor Hugues , los comisionados de Guadalupe, se enteraron de los levantamientos de Thermidor (julio de 1794) en los que los jacobinos perdieron el poder. Se apresuraron a afirmar su lealtad no partidista a la República. Señalaron que en Guadalupe habían logrado la liberación de los esclavos sin problemas, mientras que en Saint-Domingue la mayoría de los ex esclavos habían abandonado las plantaciones y la situación seguía perturbada. Laveaux tampoco había logrado expulsar a los británicos de Saint-Domingue. Los comisionados Sonthonax y Polverel regresaron a París para responder a los cargos de los plantadores exiliados sobre su decreto de emancipación. Cuando Sonthonax abandonó la colonia, Laveaux se convirtió en el más antiguo de los líderes franceses. Después de que Rochambeau capitulara en Martinica, Laveaux quedó completamente aislado en el Caribe.
Cuando Toussaint cambió de bando, trajo 4.000 soldados experimentados y disciplinados, y estos contribuyeron a la serie de victorias en 1795. El gobierno de Francia quedó impresionado y Sonthonax y Polverel fueron exonerados por completo. Laveaux fue ascendido a general de división el 25 de mayo de 1795. En julio de 1795 la Convención Nacional elogió al ejército de Saint-Domingue ya su gobernador Laveaux. Como gobernador, Laveaux se aseguró de que se hiciera efectiva la abolición de la esclavitud proclamada el 4 de febrero de 1794 y organizó la integración de los antiguos esclavos en la sociedad republicana de Saint-Domingue.
El 22 Vendemiaire, año IV (14 de octubre de 1795) fue nombrado diputado por Saint-Domingue al Consejo de los Ancianos. Jean Villatte, el general mulato al mando del departamento militar del norte, intentó un golpe de Estado contra Laveaux y lo encarceló a él y a sus ayudantes de campo el 20 de marzo de 1796. Una semana después, Toussaint marchó sobre Cap-Français y lo liberó. A cambio, Laveaux nombró a Toussaint teniente general del gobierno de Saint-Domingue.

## Regreso a Francia
Más tarde, en 1796, Louverture sugirió que, como diputado de Saint-Domingue en la Convención Nacional Francesa, Laveaux debería regresar a Francia para luchar contra el creciente lobby a favor de la esclavitud en París. Laveaux estuvo de acuerdo y abandonó la isla en octubre de 1796. En el Conseil des Anciens, Laveaux participó activamente en la promoción de las ideas neojacobinas en el marco de la república burguesa. Creía en la igualdad de derechos para todos y quería que la constitución francesa se aplicara por igual a las colonias. En febrero de 1799, en el quinto aniversario del acto que liberó a los esclavos, Laveaux proclamó lo siguiente:

"El 16 de Pluviôse, la República logró una conquista de un tipo hasta entonces desconocido. Ella conquistó, o más bien creó, para la raza humana , a través de una sola idea fuerte y precisa, un millón de nuevos seres, y al hacerlo amplió la familia del hombre."
Étienne Maynaud Bizefranc de Lavaux, (febrero de 1799)..

El 24 del año germinal VII (13 de abril de 1799) Laveaux fue reelegido por unanimidad para el Consejo de los Ancianos del departamento de Saône-et-Loire con 248 votos. Laveaux defendió todas las sociedades políticas, particularmente la Salle du Manège en agosto de 1799.

## Directorio o Imperio
Laveaux fue nombrado agente del gobierno en Guadalupe el 31 de agosto de 1799. Entonces se cambió su misión y en octubre de 1799 debía ir a Saint-Domingue, pero no llegó a esa isla. Por orden de Napoleón fue arrestado el 1 de marzo de 1800. En el camino de regreso fue capturado por los ingleses el 4 de marzo de 1800. El Primer Cónsul Napoleón destituyó a Laveaux de su cargo en 1801. Bajo el Primer Imperio Francés Laveaux No fue activo en público, aunque fue nombrado comandante de la Guardia Nacional de Besançon. Durante este período de retiro forzoso adquirió el Château de Cormatin, que renovó.

## Diputado
Bajo la segunda Restauración borbónica, en la segunda legislatura, Laveaux fue diputado por el departamento de Saône-et-Loire del 4 de noviembre de 1820 al 24 de diciembre de 1823. Representó al primer distrito de Saône-et-Loire (Mâcon). Se sentó a la izquierda, votó con la oposición constitucional y defendió enérgicamente los derechos del viejo ejército.
Laveaux murió en el Château de Cormatin el 12 de mayo de 1828, en Cormatin , Saône-et-Loire. Una placa conmemorativa a la entrada del castillo de Cormatin dice que el general Laveaux desempeñó un papel vital en la insurrección de los esclavos de Saint-Domingue que fue seguida por la primera victoria de una revuelta de esclavos que condujo a la creación de la primera república negra en la historia con Haití el 1 de enero de 1804. Su voluminosa correspondencia con Toussaint-Louverture se ha conservado y es una importante fuente de información para los historiadores de la época.